# Женская сборная Парагвая по волейболу
Женская национальная сборная Парагвая по волейболу (исп. Selección femenina de voleibol de Paraguay) — представляет Парагвай на международных волейбольных соревнованиях. Управляющей организацией выступает Парагвайская федерация волейбола (исп. Federación Paraguaya de Voleibol — FPV).

## История
Первыми в Парагвае начали играть в волейбол в 1925 году учащиеся Международного колледжа. В 1928 была образована Парагвайская ассоциация волейбола, позже преобразованная в федерацию. В 1955 году она вступила в ФИВБ.
Женская сборная Парагвая на международной арене свои первые матчи провела в рамках 2-го чемпионата Южной Америки, который проходил в апреле 1956 года в Уругвае. Среди четырёх участников парагвайские волейболистки оказались слабейшими, проиграв сборным Бразилии, Уругвая и Перу. В последующем национальная команда Парагвая приняла участие в 22 континентальных первенствах из 34 и дважды становилась призёром — серебряным в 1964 и бронзовым в 1967 годах. В настоящее же время Парагвай является аутсайдером среди женских волейбольных сборных своего континента. В 2007, 2009, 2011 и 2015 команда Парагвая неизменно замыкала турнирную таблицу чемпионатов Южной Америки, а в 2013 и вовсе от участия отказалась.
В 1982 году женская сборная Парагвая единственный раз в своей истории выступила на чемпионате мира, проходившем в Перу. На турнире парагвайки провели 9 матчей и одержали три победы — над командами Индонезии и Испании (дважды). Итог — 19-е место среди 23 участников.

## Результаты выступлений и составы

### Олимпийские игры
Сборная Парагвая принимала участие только в одном отборочном олимпийском турнире.
- 2008 — не квалифицировалась

- 2008 (квалификация): Габриэла Филиппо, Вероника Перальта, Кармен Ирала, Катрин Тиеде, Порфирия Гонсалес, Адриана Марти, Соня Баэс, Лаура Кантеро, Мария Лаура Гамарра. Тренер — Лус Армаданс.

### Чемпионаты мира
Сборная Парагвая принимала участие только в одном чемпионате мира.
- 1982 — 19-е место

### Чемпионаты Южной Америки
| - 1951 — не участвовала - 1956 — 4-е место - 1958 — 4-е место - 1961 — не участвовала - 1962 — не участвовала - 1964 — 2-е место - 1967 — 3-е место - 1969 — не участвовала - 1971 — 4-е место - 1973 — не участвовала - 1975 — 5-е место - 1977 — 6-е место - 1979 — 5-е место - 1981 — 4-е место - 1983 — 6-е место - 1985 — не участвовала - 1987 — 5-е место - 1989 — 5-е место | - 1991 — не квалифицировалась - 1993 — не участвовала - 1995 — не квалифицировалась - 1997 — не квалифицировалась - 1999 — не квалифицировалась - 2001 — не квалифицировалась - 2003 — не квалифицировалась - 2005 — не участвовала - 2007 — 8-е место - 2009 — 8-е место - 2011 — 7-е место - 2013 — не участвовала - 2015 — 8-е место - 2017 — не участвовала - 2019 — не участвовала - 2021 — не участвовала - 2023 — не участвовала |

- 1956: Арминда Нуньес, Ирма Сода, Беатрикс Амиго, Эстела Морейра, Аудаш Альмитрон, Олегария Вера, Сильвия Сото.
- 1958: Беатрикс Амиго, Олегария Вера, Мария де Перес Гальи, Тереса Агильяр, Клауделина Сеговия, Марина Суарес, Флоринда Родригес, Бланка Саманьего, Глэдис Лопес Гладо, Сара Лусич, Жозефина Гарсия, Мария Йеглос. Тренер — Рафаэль Сарасабель.
- 1967: Гиайди, Лопес, Мерседес, Сара, Теодосия, Мари, Альда, Сьела, Негри, Клауделина Сеговия.
- 2007: Порфирия Гонсалес, Кармен Ирала, Глэдис Майереггер, Серена Ортусар, Лаура Ортусар, Габриэла Филиппо, Игирда Санабрия, Соня Рикельме, Мика Ниишима, Катрин Тиеде, Вероника Перальта, Адриана Марти, Лаура Кантеро. Тренер — Лус Армаданс.
- 2009: Патрисия Кабальеро, Габриэла Филиппо, Карин Тимке, Катрин Тиеде, Адриана Марти, Кармен Ирала, Соня Рикельме, Лаура Ортусар, Бетания Кабельо, Мика Ниишима, Глэдис Майереггер. Тренер — Лус Армаданс.
- 2011: Лаура Акоста, Игирда Санабрия, Нейле Санабрия, Катрин Тиеде, Порфирия Гонсалес, Патрисия Кабальеро, Карин Тимке, Диана Мерелес, Мария Аушильядора, Лус Ортусар, Адриана Марти, Бетания Кабельо. Тренер — Кармен Ирала.

### Южноамериканские игры
- 1978 —  2-е место
- 1982 — ?
- 2010 — не участвовала
- 2014 — не участвовала
- 2018 — не участвовала
- 2022 — 6-е место

## Состав
Сборная Парагвая на Южноамериканских играх 2022.
| №  | Имя, фамилия             | Год рождения | Рост | Амплуа      |
| -- | ------------------------ | ------------ | ---- | ----------- |
| 1  | Габриэла Филиппо         | 1986         | 174  | нападающая  |
| 2  | Патрисия Эккерт Дик      | 2002         |      | нападающая  |
| 3  | Микаэла Мартинес Ортис   | 2002         |      | либеро      |
| 4  | Даяна Дюк Саватцки       | 1999         |      | центральная |
| 5  | Микаэла Эрмосилья Нуньес | 1999         |      | нападающая  |
| 6  | София Паредес Энрике     | 2004         |      | центральная |
| 7  | Ребека Айяла Гонсалес    | 2004         |      | связующая   |
| 8  | Анника Хуг де Бельмонт   | 2002         |      | нападающая  |
| 9  | Янина Мора дель Рио      | 1996         |      | нападающая  |
| 10 | Фьорелла Нуньес Кинтана  | 2004         |      | нападающая  |
| 11 | Мариэла Хьербер Харден   | 1997         |      | нападающая  |
| 15 | Ромина Эдигер            | 2002         | 168  | связующая   |

- Главный тренер — Павия Маркос.
- Тренер — Делио Арруэбаррена.